# Bombaks
Bombaks (lat. Bombax) je biljni rod iz porodice sljezovki, nekad klasificiran vlastitoj porodici simalovke (Bombacaceae). Rodu bombaks pripada oko 10 vrsta korisnog drveća. 

## Vrste
1. Bombax albidum Gagnep.
2. Bombax anceps Pierre
3. Bombax blancoanum A.Robyns
4. Bombax buonopozense P.Beauv.
5. Bombax cambodiense Pierre
6. Bombax ceiba L.
7. Bombax costatum Pellegr. & Vuillet
8. Bombax insigne Wall.

- Bombax brevicuspe →Rhodognaphalon brevicuspe (Sprague) Roberty
- Bombax lukayense  →Rhodognaphalon lukayense (De Wild. & T.Durand) A.Robyns
- Bombax oleagineum → Pachira glabra Pasq.
- Bombax rhodognaphalon → Rhodognaphalon mossambicense (A.Robyns) A.Robyns
- Bombax thorelii → Bombax ceiba L.